# Грейпскерк
Грейпскерк (нід. Grijpskerk, нід. вимова: [ɣrɛipsˈkɛr(ə)k]) — село в нідерландській провінції Гронінген. Входить до муніципалітету Вестерквартір.
Його площа — 1,37 км², а населення станом на 2021 рік становило 2455 осіб.
Перша згадка про населений пункт датується 1500 роком.
До 1990 року мало статус окремого муніципалітету.

## Галерея

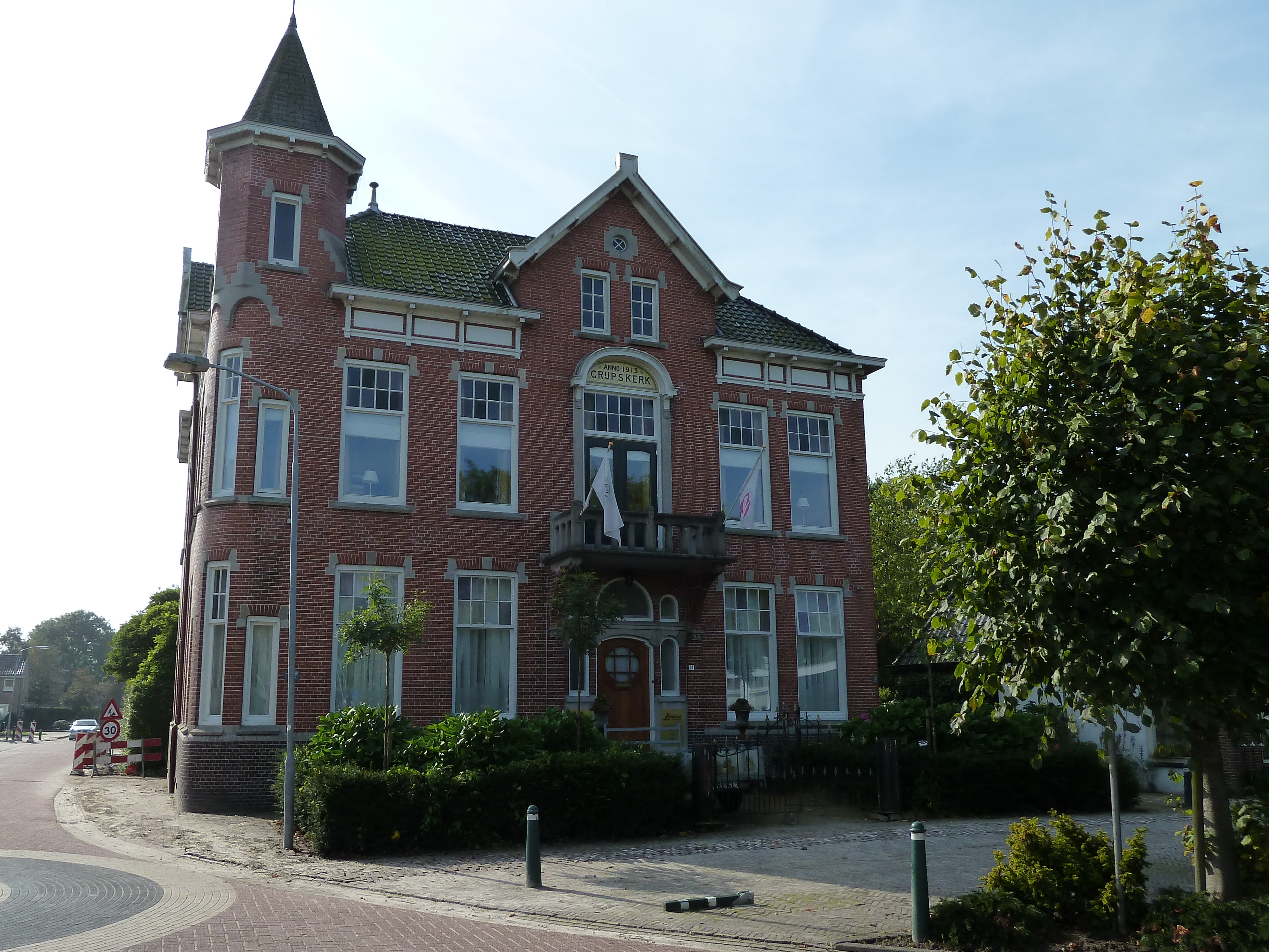
Будівля колишньої мерії
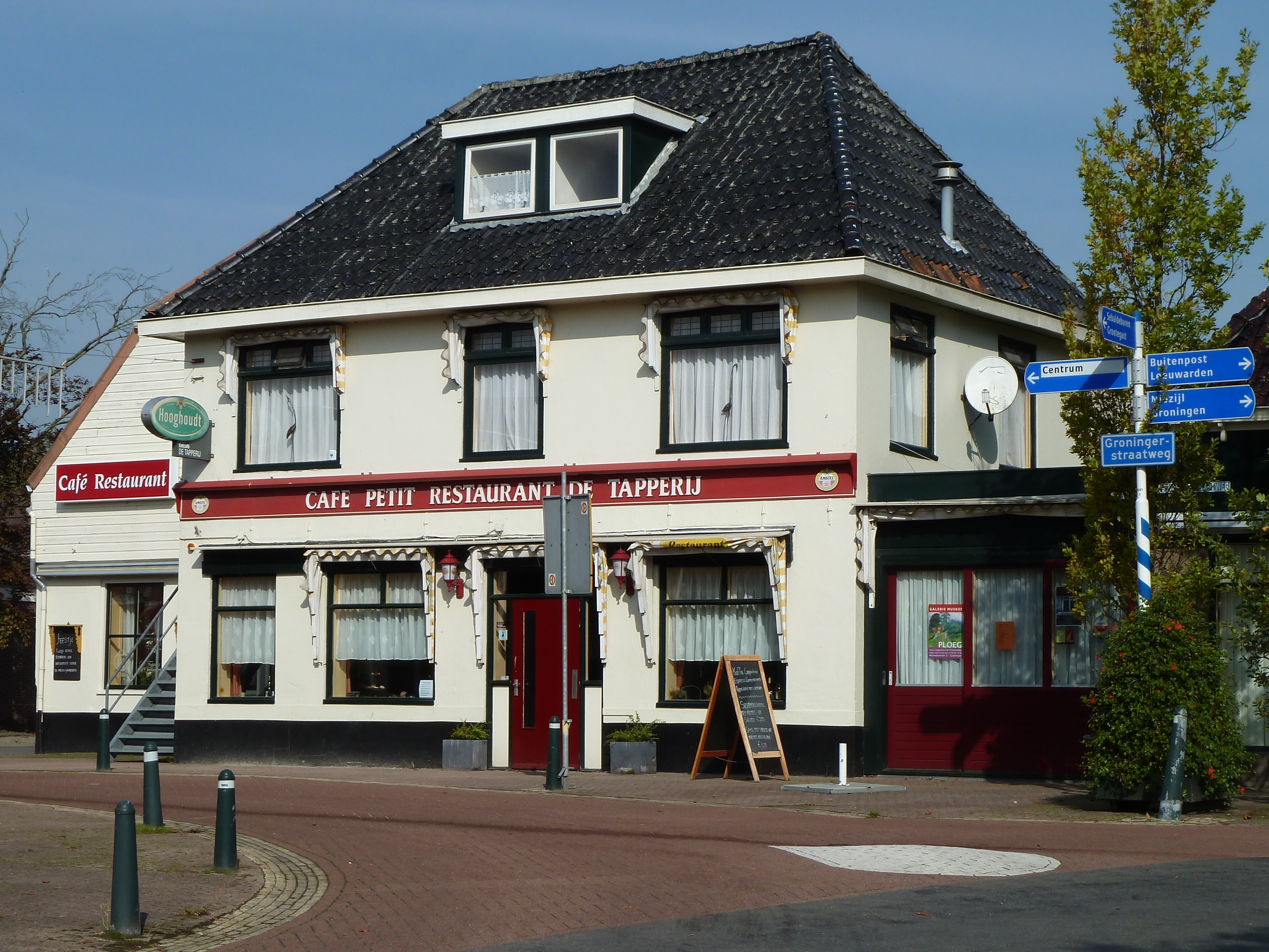
Готель
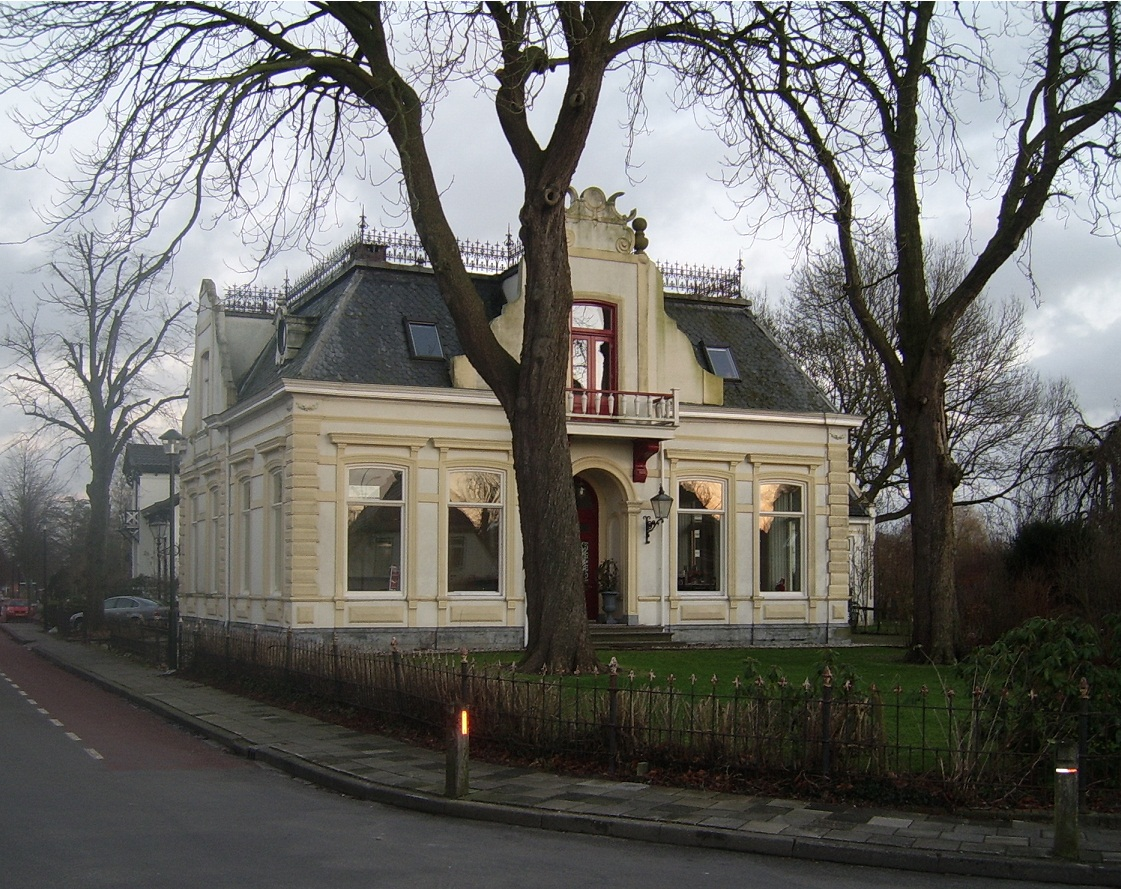
Вілла в селі
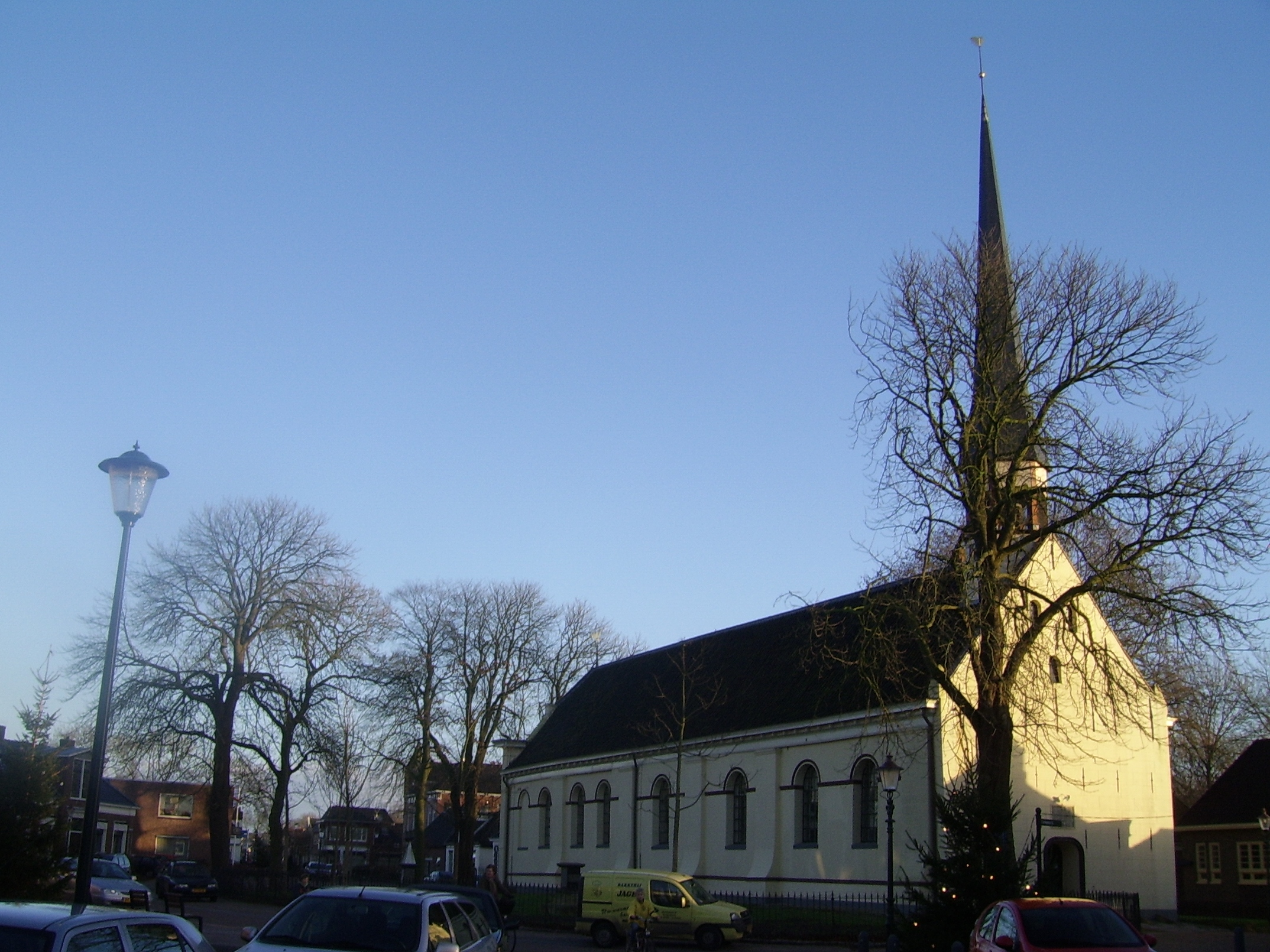
Реформістська церква